# Bart D. Ehrman
Bart Denton Ehrman, född 5 oktober 1955 i Lawrence, Kansas, är en amerikansk professor i religionshistoria vid University of North Carolina at Chapel Hill som har arbetat med kritisk granskning av den tidiga kristenhetens texter. Ehrman, som är textkritiskt skolad menar att Bibelns formuleringar ändrades oavsiktligt av de skrivare som kopierade bibeltexterna, samt att ibland gjordes ändringarna medvetet av olika skäl, såsom att göra dem mer samstämmiga och för att få dem att stämma bättre med de över tiden förändrade trosföreställningarna.

## Karriär
Ehrman började studera Bibeln och de språk den ursprungligen skrevs på vid Moody Bible Institute, och avlade sedan examen vid Wheaton College i Illinois. Han erhöll sin doktorsgrad och sin Master of Divinity vid Princeton Theological Seminary, där han studerade under Bruce M. Metzger. För närvarande är han professor på avdelningen för religionsvetenskap på University of North Carolina i Chapel Hill. Han var ordförande för sydöstra regionen av Society of Biblical Literature, och har arbetat som redaktör för ett antal av sällskapets publikationer. Sedan 
1993 är han en av redaktörerna för New Testament Tools and Studies.
Ehrmans författarskap har till stor del fokuserat på olika aspekter av Walter Bauers tes att det alltid funnits olika varianter av kristendomen, alternativt att den stått i ett motsägelsefullt förhållande till sig själv. Ehrman anses ofta vara pionjär i fråga om att koppla den tidiga kyrkans historia till textmässiga varianter i de bibliska manuskripten och har myntat sådana termer som "protoortodoxa kristendomen". I sina skrifter har Ehrman rört sig kring textkritik. På kyrkofädernas tid var det heretikerna (till exempel Markion) som anklagades för att manipulera med de bibliska manuskripten. Enligt Ehrmans tes var det dock lika ofta de ortodoxa som gjorde detta, och ändrade texterna för att framhäva sina synpunkter. Ehrman är (med)författare till nitton böcker.
Ehrman blev evangelikalt kristen under tonåren. Hans önskan att förstå Bibelns ursprungliga ordalydelser ledde till att han började studera antikens språk samt textkritik. Han anser att textkritiken har underminerat hans tro på Bibeln som det ofelbara oföränderliga Guds ord. Ehrman betraktar sig numera som agnostiker, men han har fortsatt hålla dialog med evangelikaler. Mars 2006 deltog han tillsammans med William Lane Craig i en öppen debatt om frågan "Is There Historical Evidence for the Resurrection of Jesus?" på College of the Holy Cross . Under april 2008 deltog han i en debatt med den evangelikale experten på Nya Testamentet Daniel B. Wallace om Nya Testamentets textmässiga pålitlighet.
2006 var han med i TV-programmen The Colbert Report samt The Daily Show för att prata  om sin bok Misquoting Jesus. 2007 framträdde han på Stanford University varvid han diskuterade motsägelser i Nya Testamentets texter. Han har också gjort gästframträdanden på radio bland annat Fresh Air i februari 2008 för att diskutera sin bok God's Problem: How the Bible Fails to Answer Our Most Important Question—Why We Suffer.
Bland hans yrkesmässiga utmärkelser kan nämnas Students' undergraduate Teaching Award, The Ruth and Philip Hettleman Prize for Artistic and Scholary Achievment och The Bowman and Gordon Gray Award for Excellence in Teaching.